# Naturalisme (musique)
Pour les articles homonymes, voir Naturalisme.
 (avril 2023).
Si vous disposez d'ouvrages ou d'articles de référence ou si vous connaissez des sites web de qualité traitant du thème abordé ici, merci de compléter l'article en donnant les références utiles à sa vérifiabilité et en les liant à la section « Notes et références ».
Le naturalisme musical est un courant musical qui s'imposa brièvement à la charnière du XIXe et du XXe siècle. Le naturalisme musical est dérivé du naturalisme d'Émile Zola et Guy de Maupassant.

## Historique
Alfred Bruneau, ami de Zola, fut l'instigateur de cette esthétique nouvelle. Il composa en 1891 Le Rêve et en 1893 L'Attaque du moulin qui n'obtinrent pas le succès escompté. Le recours aux alexandrins et à une musicalité trop savante dérouta en effet le public populaire. Bruneau renonça à la versification. C’est en 1897 avec Messidor, et en 1901 avec L’Ouragan qu’il arrive au succès.
Entre-temps, Gustave Charpentier (1860-1954) créa Louise en 1900, le chef-d’œuvre le plus durable du naturalisme musical.
Jules Massenet adhérera ponctuellement au naturalisme dans ses opéras parisiens (La Navarraise), Xavier Leroux avec Le Chemineau en 1907 et Guy Ropartz avec Le Pays en 1912.
Le naturalisme musical disparut progressivement au début du XXe siècle.